# Reiz (raits)
『Reiz(raits) -Live at NHK Hall-』（ライツ）は、SOFT BALLETのライブアルバム。

## 概要
1991年11月22日のNHKホールでのライブの模様を収録したSOFT BALLET唯一のライブアルバム。なお、曲順や収録曲が若干違う同名のVHSが存在するほか、同日のライブがNHK BS2にて1992年2月に放送された。
ドイツ語タイトルのReizは英語のAttractionにあたる。

## 収録曲
1. NOCTURNE (SE) (藤井麻輝)
2. BODY TO BODY (森岡賢)
3. PRIVATE PRIDE (森岡賢)
4. PASSING MOUNTAIN (森岡賢)
5. SPINDLE (藤井麻輝)
6. FAITH IS A (藤井麻輝)
7. SOMETHING AROUND (森岡賢)
8. EGO DANCE (森岡賢)
9. NEEDLE (ENGLISH VERSION) (藤井麻輝)
10. NO PLEASURE (藤井麻輝)
11. VIRTUAL WAR (藤井麻輝)
12. CANTIGAS (SE) (藤井麻輝)

- 括弧内は作曲者。作詞者は全て遠藤遼一（SEの2曲はインスト）。編曲はM-1, M-12が藤井麻輝、他は全曲SOFT BALLET。